# Lower Skagit
Lower Skagit (Whidbey Island Skagits), pleme Salishan Indijanaca s otoka Whidbey u području Puget Sounda u Washingtonu. Lower Skagite (za razliku od Upper ili pravih Skagita), Swanton naodi kao jednu od lokalnih skupina Swinomish Indijanaca i locira u kraju između Oak Harbora i Snakelum Pointa, s glavnim selom na Oak Harboru. Na jugu su im susjedi bili Snohomishi, a na istoku na sjeveru otoka Camano, pleme Kikiallus. Godine 1855. obuhvaćeni su ugovorom Point Elliott koji za njih potpisuje poglavica Goliah. Lower Skagiti danas žive u konfederaciji sa Swinomish, Samish i Kikiallus Indijancima na rezervatu Swinomish.
Lower Skagiti pripadaju kulturnom području Sjeverozapadne obale. Populacija im je prema procjeni Charles Wilkesa 1841. iznosila 650.